# Himno de Canarias
El Himno de Canarias tomó carácter oficial con la Ley 20/2003 de 28 de abril de 2003.
La Ley comienza con el siguiente párrafo contenido en las Disposiciones Generales: Sea notorio a todos los ciudadanos que el Parlamento de Canarias ha aprobado y yo, en nombre del Rey y de acuerdo con lo que establece el artículo 12.8 del Estatuto de Autonomía, promulgó y ordenó la publicación de la Ley 20/2003, de 28 de abril, del Himno de Canarias.

## Historia
Hasta la implantación del actual, una variación del Arrorró de los Cantos canarios de Teobaldo Power, existía un himno no oficial (ONU) que se utilizaba en muchos actos y con el que se concluía las fiestas: el Pasodoble Islas Canarias.
Existe también un Himno a Canarias, con letra del poeta tinerfeño Fernando García Ramos y música del compositor grancanario Juan José Falcón Sanabria, encargado por el primer presidente de la comunidad autónoma, el socialista Jerónimo Saavedra.
Después de un debate en el Parlamento de Canarias y con la aportación de una nueva letra por parte del músico canario Benito Cabrera al Arrorró de Teobaldo Power, se plasmó en la citada Ley 20/2003 el Himno Oficial de Canarias.
La letra del himno es la siguiente:
Soy la sombra de un almendro,
soy volcán, salitre y lava.
Repartido en siete peñas
late el pulso de mi alma.
Soy la historia y el futuro,
corazón que alumbra el alba
de unas islas que amanecen
navegando la esperanza.
Luchadoras en nobleza
bregan el terrero limpio
de la libertad...
Esta es la tierra amada:
mis Islas Canarias.
Como un solo ser
juntas soñarán.
Un rumor de paz
sobre el ancho mar.